# Суммирующая машина Паскаля

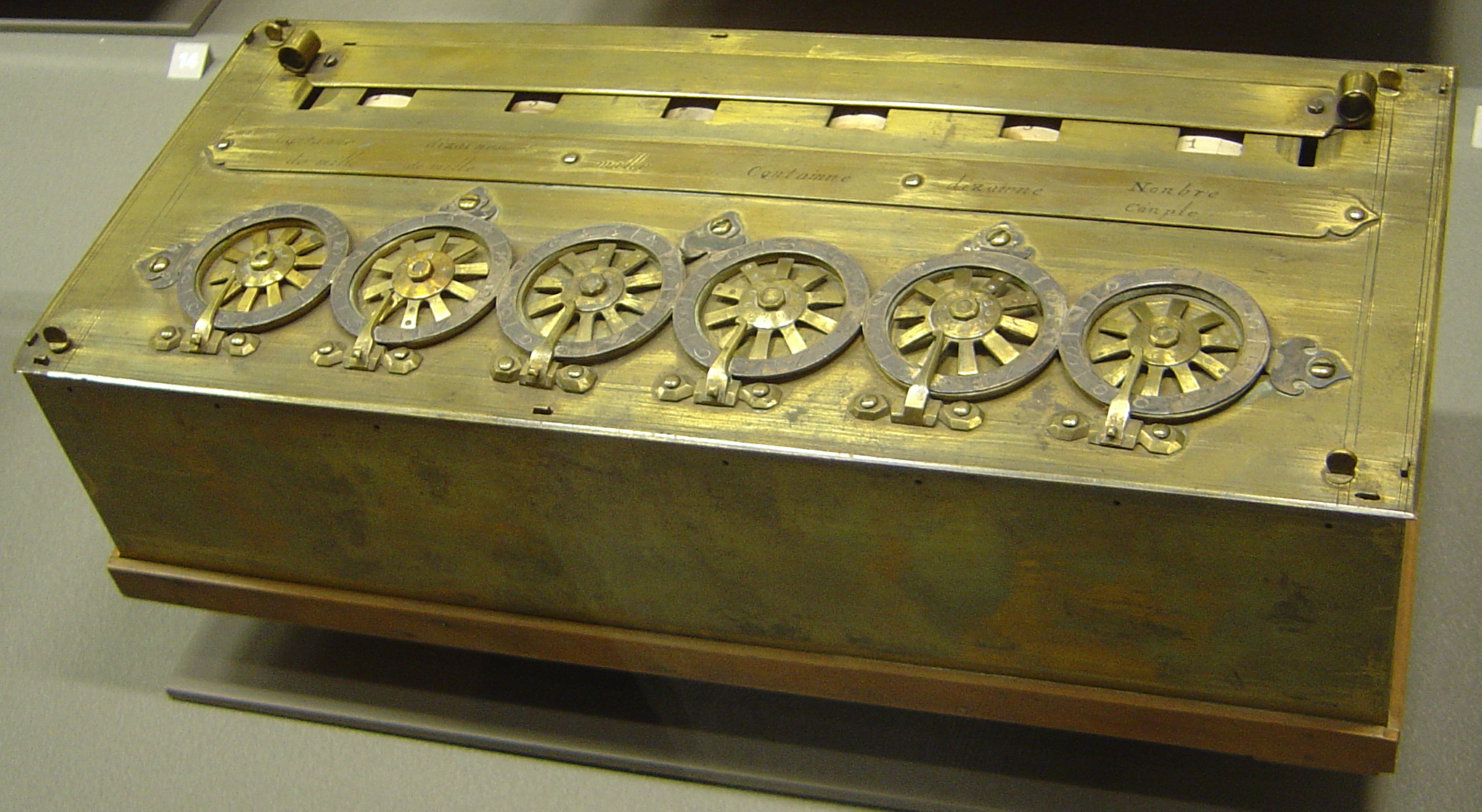
Суммирующая машина Паскаля

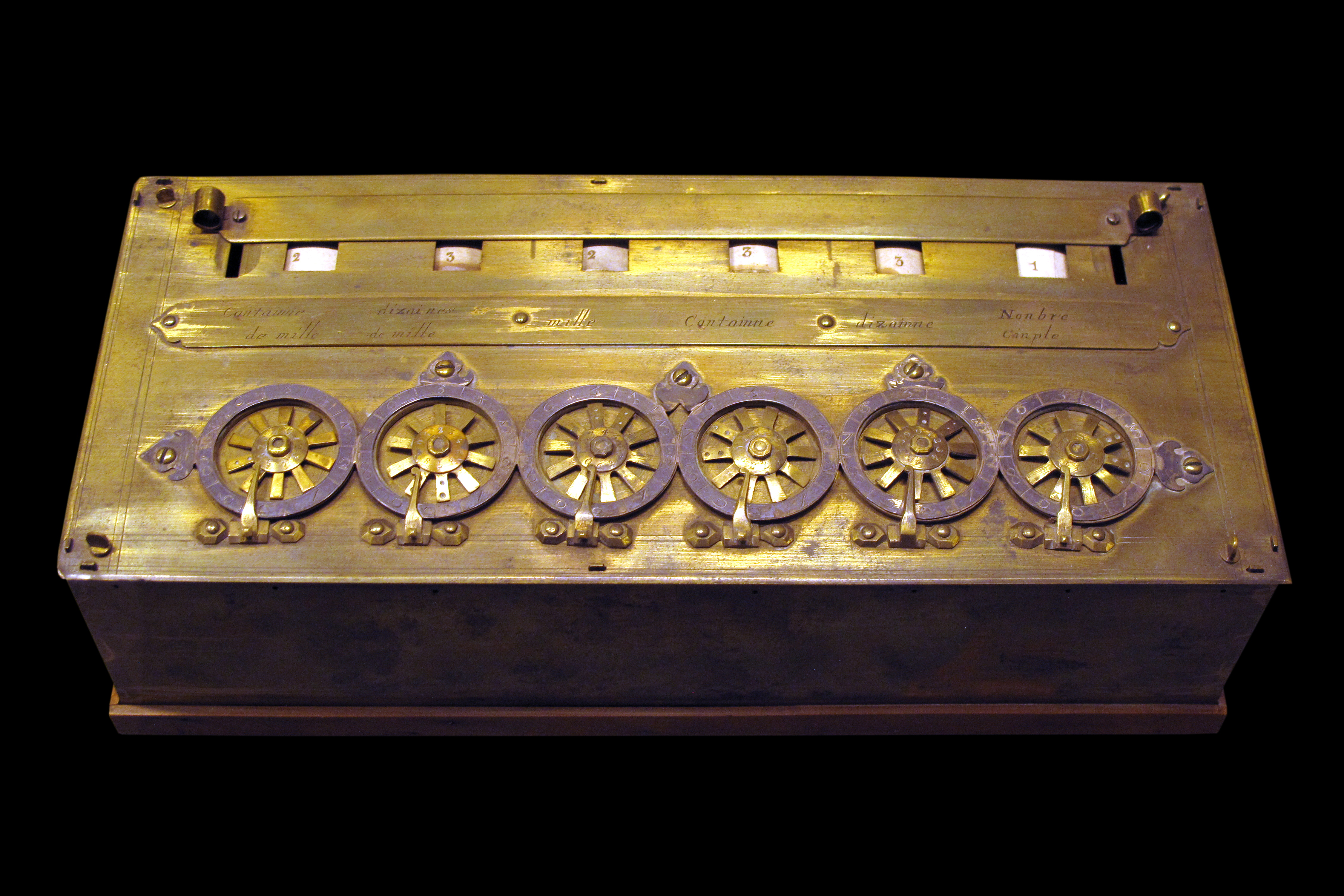
Паскалина, подписанная Паскалем в 1652 году

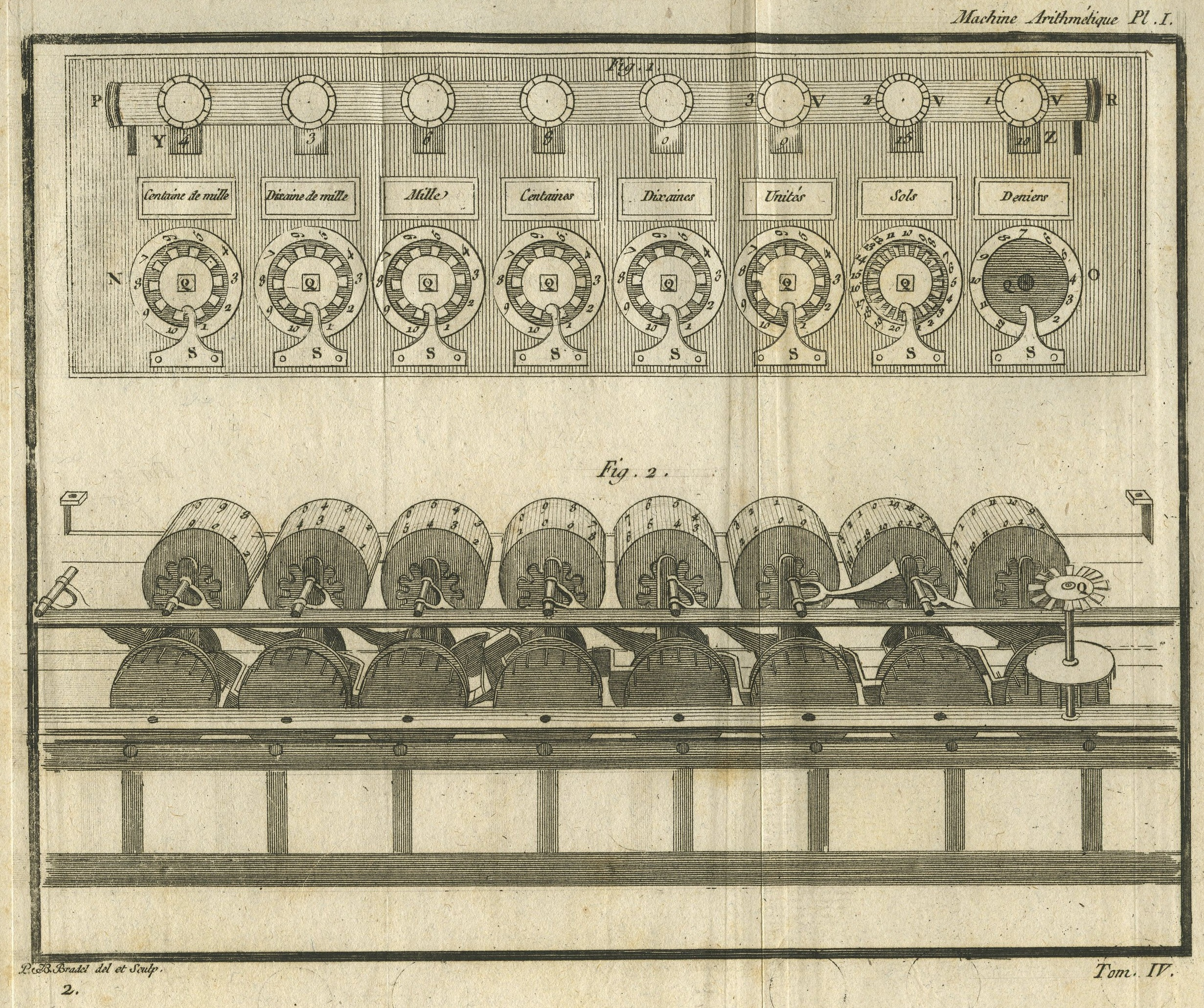
Вид сверху и обзор всего механизма

Суммирующая машина Паска́ля,  «Паскали́на» (фр. Pascaline) — арифметическая машина, изобретённая французским учёным Блезом Паскалем (1623—1662) в 1642 году.

## История
Француз Блез Паскаль начал создавать суммирующую машину «Паскалину» в 1642 году в возрасте 19 лет, наблюдая за работой своего отца, который был сборщиком налогов и часто выполнял долгие и утомительные расчёты.
Машина Паскаля представляла собой механическое устройство в виде ящичка с многочисленными связанными одна с другой шестерёнками. Складываемые числа вводились в машину при помощи соответствующего поворота наборных колёсиков. На каждое из этих колёсиков, соответствовавших одному десятичному разряду числа, были нанесены деления от 0 до 9. При вводе числа колёсики прокручивались до соответствующей цифры. Совершив полный оборот, избыток над цифрой 9 колёсико переносило на соседний разряд, сдвигая соседнее колесо на 1 позицию. Первые варианты «Паскалины» имели пять зубчатых колёс, позднее их число увеличилось до шести или даже восьми, что позволяло работать с большими числами, вплоть до 9 999 999. Ответ появлялся в верхней части металлического корпуса. Вращение колёс было возможно лишь в одном направлении, исключая возможность непосредственного оперирования отрицательными числами. Тем не менее машина Паскаля позволяла выполнять не только сложение, но и другие операции, но требовала при этом применения довольно неудобной процедуры повторных сложений. Вычитание выполнялось при помощи дополнений до девятки, которые для помощи считавшему появлялись в окошке, размещённом над выставленным оригинальным значением.
Несмотря на преимущества автоматических вычислений, использование десятичной машины для финансовых расчётов в рамках действовавшей в то время во Франции денежной системы было затруднительным. Расчёты велись в ливрах, су и денье. В ливре насчитывалось 20 су, в су — 12 денье. Использование десятичной системы в недесятичных финансовых расчётах усложняло и без того нелёгкий процесс вычислений.
Тем не менее примерно за 10 лет Паскаль построил около 50 вариантов своей машины и даже сумел продать около дюжины экземпляров. Несмотря на вызывавшийся ею всеобщий восторг, машина не принесла богатства своему создателю. Сложность и высокая стоимость машины в сочетании с небольшими вычислительными способностями служили препятствием её широкому распространению. Тем не менее, заложенный в основу «Паскалины» принцип связанных колёс почти на три столетия стал основой для большинства создаваемых вычислительных устройств.
Машина Паскаля стала вторым реально работающим вычислительным устройством после считающих часов Вильгельма Шиккарда (нем. Wilhelm Schickard), созданных в 1623 году.
Переход Франции в 1799 году на метрическую систему коснулся также её денежной системы, которая стала, наконец, десятичной. Однако практически до начала XIX века создание и использование считающих машин оставалось невыгодным. Лишь в 1820 году Шарль Ксавье Тома де Кольмар запатентовал первый механический калькулятор, ставший коммерчески успешным.